# Малая Осиновка (Брянская область)
Малая Осиновка (историческое название — Осиновка) — деревня в Карачевском районе Брянской области, в составе Верхопольского сельского поселения. 
 Расположена в 7 км к юго-востоку от села Верхополье, в 4 км к востоку от села Гощь. Постоянное население с 2011 года отсутствует.

## История
Упоминается (первоначально как слобода Осиновка) с XVIII века; бывшее владение Мамоновых, Игнатьевых, Одинцовых и других помещиков. Состояла в приходе села Верхополье.
До 1929 года входила в Карачевский уезд (с 1861 — в составе Верхопольской волости, с 1924 в Карачевской волости). С 1920-х гг. называлась Осиновские Выселки; современное название со второй половины XX века. С 1929 года в Карачевском районе; до 1930-х гг. входила в Гощевский сельсовет.
| Годы      | 1866 | 1887 | 1926 | 1979 | 1989 | 2002 | 2010 | 2012 |
| --------- | ---- | ---- | ---- | ---- | ---- | ---- | ---- | ---- |
| Население | 152  | 202  | 92   | 35   | 10   | 7    | 1    | 0    |